# Вільгельм Верлон
Вільгельм Верлон (Werlon; XIX ст.) — нідерландський архітектор, працював в Кропивницькому та Одесі.
У 1848 році за «Проект шляхового палацу» отримав від Петербурзької академії мистецтв звання вільного художника.
Працював в Єлизаветграді (тепер Кропивницький) в середині XIX ст.; був членом будівельної комісії. За його проектами в місті зведені:
- Присутственні місця (1848–1850, згодом — міська управа);
- Військове містечко (1848, згодом — кавалерійське училище), до комплексу якого увійшли 3-поверховий палац, 3-поверхові штабний і навчальний корпуси, манеж, будинок офіцерського зібрання, стайні.[1]
- Низка житлових будинків.[2]

За його участю побудовані імператорський похідний палац (1848), Покровська на Ковалівці церква (1849), московські лавки (1862, згодом — казарми і чоловіча гімназія), шляхетне зібрання (1875) тощо.
У 60-х роках служив архітектором окружного інженерного управління в Одесі.
Окрім архітектури Верлон займався підприємництвом і торгівлею. Йому належав паровий млин в Херсонський губернії, заснований 1870 року. Борошно фірми Верлоп і Ко користувалося попитом у багатьох регіонах Російської імперії і отримувало медалі на сільськогосподарських виставках. Також сумісно з С. П. Потоцьким (можливо родичем), був власником цегляного заводу В. К. Верлопа, який 1891 року придбало місто. Для узаконення промислово-торгової діяльності архітектор записався в єлисаветградські купці, але залишився підданим Нідерландів.